# Прогрес М-МИМ2
Прогрес М-МИМ2 (на руски: Прогресс М-МИМ2) с първоначално название Прогрес М-СО2 е модифициран космически кораб Прогрес-М, който е използван за пренасяне на модул Поиск до Международната космическа станция (МКС). Корабът е конструиран на базата на Прогрес-М, но с премахнат херметизиран товарен отсек за да бъде прикачен модулът към него. Серийният номер на Прогрес М-МИМ2 е 302. Конструкцията му е много подобна на тази на Прогрес М-СО1, който е използван за доставянето на модул Пирс до МКС през 2001 г.
Прогрес М-МИМ2 и Поиск са изстреляни с ракета-носитек Союз-У от ракетна площадка 1/5 на космодрума Байконур. Изстрелването е извършено в 14:22 GMT на 10 октомври 2009 г. При изстрелването си корабът има обща маса 7102 kg, включително и теглото на модула – 3670 kg.
Корабът се скачва с модул Звезда на 12 ноември, като прихващането става в 15:41 GMT, а скачването е завършено в 15:44 часа. В 00:16 GMT на 8 декември безпилотният апарат се разкачва от Поиск и в 04:48 GMT двигателите му се възпламеняват за да започне 38-секундно деорбитиращо изгаряне.

## Галерия
- Прогрес М-МИМ2 и модул Поиск прикачени към МКС
- Двигателният отсек на кораба при деорботирането му